# Survival (Doctor Who)
Pour les articles homonymes, voir Survival.
Survival (Survivance) est le dernier épisode de la 26e saison de la première série de Doctor Who. Diffusé en trois parties, du 22 novembre au 6 décembre 1989, il constitue le dernier épisode dans lequel le rôle du Docteur est principalement tenu par Sylvester McCoy et est considéré comme le dernier épisode de la "série classique" depuis son début en 1963.

## Accroche
Le septième Docteur ramène Ace dans sa ville natale de Perivale dans la banlieue nord-ouest de Londres. Mais la banlieue n'est plus la même : un mystérieux chat noir rôde, envoyant des humains dans une autre dimension. Ace devient inquiète quand elle s'aperçoit que la plupart de ses amis ont disparu, mais le Docteur est plus intrigué par le caractère inhabituel du chat. Il se rend compte que le chat est contrôlé par un étrange personnage de l'autre dimension, voyant les scènes au travers des yeux du chat et choisissant ainsi quels humains chasser et capturer...

## Distribution
- Sylvester McCoy : Le Docteur
- Sophie Aldred : Ace
- Anthony Ainley : Le Maître
- Lisa Bowerman : Karra
- Julian Holloway : Sergent Paterson
- David John : Derek
- Will Barton : Midge
- Sean Oliver : Stuart
- Sakuntala Ramanee : Shreela
- Gareth Hale : Len
- Norman Pace : Harvey
- Kate Eaton : Ange
- Kathleen Bidmead : la femme
- Adele Silva : Squeak
- Michelle Martin : la voisine

## Résumé
Le Docteur amène Ace à Perivale, sa ville natale, car elle souhaite savoir ce que sont devenus ses amis. Toutefois ceux-ci semblent avoir mystérieusement disparus au cours des mois derniers et l'apparition de nombreux chats noirs provoquent la curiosité du Docteur. Tous deux font la connaissance du sergent Paterson, un homme qui donne des cours d'autodéfense aux jeunes du quartier. Alors qu'Ace caresse un des chats noirs, elle voit alors apparaître un mystérieux être mi-homme mi-guépard et est projetée sur une autre planète. Après avoir été attaquée par un des êtres-guépard, elle retrouve d'autres amis à elle, supposés disparu, se cachant dans les bois. Le Docteur et le sergent Paterson se téléportent eux aussi. Dans une des tentes du camp des hommes-guépards, le Docteur reconnaît le Maître.
La planète sur laquelle ils se trouvent finit à posséder ceux qui s'y retrouvent et à les transformer. Ainsi, le Maître s'est retrouvé avec des yeux de félins, des crocs et la possibilité d'utiliser des chats noirs afin de capturer des gens sur Terre. Il semble le faire afin que les hommes-guépards ne se retournent pas contre lui et souhaite que le Docteur l'aide à partir de la planète. Ace et son petit groupe retrouvent le Docteur et Paterson, et affrontent les hommes-guépards. Au cours du combat, un des hommes du groupe, Midge, tue un guépard tandis qu'Ace en blesse, une, nommée Karra. Prise de pitié pour Karra, Ace décide de guérir ses blessures. Alors que Midge semble subir la transformation en bête, le Maître se sert de lui pour qu'il se téléporte sur Terre avec lui. Au même moment, Ace commence elle aussi à se transformer.
Elle part chasser avec Karra, mais le Docteur parvient à lui faire abandonner ses nouveaux instincts et à utiliser sa transformation de sorte à pouvoir revenir à Perivale avec le petit groupe de survivants. De retour sur Terre, Paterson nie ce qu'il a vu, tandis qu'Ace et le Docteur partent à la recherche de Midge et du Maître. Il les retrouve au foyer des jeunes de la ville après que Midge ai tué Paterson sous l'influence du Maître. Alors qu'Ace continue sa transformation, le Docteur affronte Midge dans un duel à moto. Après la mort de Midge, Karra apparaît et se fait tuer par le Maître. Celui-ci se téléporte, avec le Docteur sur la planète des hommes-guépards. Le Docteur tourne le dos au conflit, ce qui l'évite d'être transformé et lui permet de quitter la planète.
Le Docteur retrouve la Terre et le TARDIS ainsi qu'Ace dont la métamorphose semble s'atténuer. Ils repartent tous deux dans le vaisseau.

### Continuité
- On peut voir sur le blouson d'Ace, un badge l'armée rouge que lui a donné le Capitaine Sorin dans The Curse of Fenric.
- Quelques livres publiés chez Virgin Books et des aventures audios de la compagnie Big Finish production ont raconté les aventures se situant entre cet épisode et le téléfilm Le Seigneur du Temps.
- Bien qu'il ait changé de corps entre-temps, le Maître va garder ses yeux de félins dans Le Seigneur du Temps.